# مردان ایکس نهایی
مردان ایکس از زمین ۱۶۱۰ یک مجموعه کتاب کمیک در ژانر ابرقهرمانی است که توسط مارول کامیکس منتشر شده‌است. این سریال تصور مجدد از فرنچایز کمیک طولانی مدت مردان ایکس است که به عنوان بخشی از اثر مارول نهایی است. مردان ایکس نهایی در کنار سایر شخصیت‌های بروزشده مارول در عناوین مارول نهایی شامل مرد عنکبوتی نهایی، چهار شگفت‌انگیز نهایی و نهایی‌ها است.
شخصیت‌های اصلی مردان ایکس، گروهی از جهش یافته‌ها هستند، به دلیل وجود مرموز «ژن ایکس» در کدهای ژنتیکی آنها، از تولدشان دارای قدرت‌هایی هستند که انسانهای معمولی ندارند، و به همین دلیل به نظر مردم و مسئولین تهدید حساب می‌شوند، بااین وجود آنها از توانایی‌های ابرانسانی خود برای فرونشاندن تهدیدات غیرطبیعی برای نژاد انسان و نژاد جهش یافته استفاده می‌کنند. آنها توسط پروفسور چارلز اگزاویه، قدرتمندترین دورآگاه جهان رهبری می‌شوند. این مجموعه کمیک شخصیت‌ها و داستان‌های زیادی شبیه به کمیک‌های اصلی مردان ایکس دارد. این مجموعه کمیک در سال ۲۰۰۱ با نویسندگی مارک میلار و تصویرگری آدام کوبرت و اندی کوبرت آغاز شد، در حالی که شماره‌های آخر این مجموعه توسط با نویسندگی آرون کولی و با قلم زنی مارک بروکس ساخته شده‌است.

## مصاحبه‌ها
- علامت گذاری به عنوان Millar on Ultimate X-Men
- برایان مایکل بندیس در فیلم‌های Ultimate X-Men , Newsarama
- برایان K. واگن در فیلم‌های Ultimate X-Men , Newsarama
- رابرت کرکمن در Ultimate X-Men , Newsarama